# Watkins' mierpitta
De Watkins' mierpitta (Grallaria watkinsi) is een zangvogel uit de familie Grallariidae (mierpitta's). Deze vogel is genoemd naar zijn ontdekker, de in Peru werkzame Engelse verzamelaar Henry George Watkins.

## Verspreiding en leefgebied
Deze soort komt voor in westelijk Ecuador en noordwestelijk Peru.

## Status
De grootte van de populatie is in 2019 geschat op 10.000-20.000 volwassen vogels. Aangenomen wordt dat deze soort snel achteruitgaat door habitatverlies. Op de Rode lijst van de IUCN heeft deze soort daarom de status gevoelig.